# Архипов Володимир Михайлович
Володимир Михайлович Архипов (нар. 1 червня 1933, станція Челкар, тепер місто Шалкар Актюбінської області, Казахстан — 27 жовтня 2004, місто Москва) — радянський військовий діяч, заступник міністра оборони СРСР — начальник тилу Збройних сил СРСР, генерал армії. Член ЦК КПРС у 1986—1990 роках. Депутат Верховної Ради СРСР 11-го скликання.

## Життєпис
Народився в родині робітника. У 1949 році закінчив середню школу.
У 1949—1951 роках — учень токаря, у 1951—1952 роках — токар тепловозного депо на Актюбінській ділянці залізниці Казахської РСР.
У 1952 році призваний до Збройних сил СРСР. У 1955 році закінчив Ташкентське вище танкове командне училище.
З 1955 року командував послідовно танковими взводом, ротою (з 1958 року), заступник командира (з 1960 року) і командир танкового батальйону (з 1962 по 1964 рік) в Середньоазіатському військовому окрузі.
Член КПРС з 1957 року.
У 1966 році закінчив Військову академію бронетанкових військ із золотою медаллю.
З 1966 року служив заступником командира танкового полку, а з 1967 року — командиром 155-го танкового полку навчальної танкової дивізії в Групі радянських військ у Німеччині. З 1970 по 1972 роки — заступник командира 56-ї мотострілецької дивізії.
У 1972 році закінчив Військову академію Генерального штабу Збройних сил СРСР імені Ворошилова (пізніше ще двічі закінчував Вищі академічні курси при цій академії в 1979 і в 1985 роках).
З 1972 по 1974 рік командував 4-ю гвардійською Кантемирівською танковою дивізією в Московському військовому окрузі. З квітня 1974 року — командир 32-го армійського корпусу в Одеському військовому окрузі (управління корпусу — місто Сімферополь).
З липня 1975 по квітень 1979 року — командувач 20-ї гвардійської армії в складі Групи радянських військ у Німеччині.
У квітні 1979 — серпні 1983 року — начальник штабу — 1-й заступник командувача військ Середньоазіатського військового округу.
У серпні 1983 — липні 1985 року — командувач військ Закавказького військового округу.
У липні 1985 — травні 1988 року — командувач військ Московського військового округу.
4 травня 1988 — 7 грудня 1991 року — заступник міністра оборони СРСР — начальник тилу Збройних сил СРСР.
Указом Президента СРСР від 7 грудня 1991 року звільнений від займаної посади, і в тому ж місяці відправлений у відставку. Жив у Москві. Був головою Ради ветеранів Тилу Збройних сил Росії (1999—2004).
Помер 27 жовтня 2004 року. Похований в Москві на Новодівочому цвинтарі.

## Військові звання
- генерал-майор танкових військ (10.04.1974)
- генерал-лейтенант (14.02.1977)
- генерал-полковник (16.12.1982)
- генерал армії (16.02.1988)

## Нагороди і звання
- орден Жовтневої Революції
- орден Червоного Прапора
- орден Червоної Зірки
- орден «За службу Батьківщині у Збройних Силах СРСР» ІІІ ст.
- ювілейна медаль «За військову доблесть. В ознаменування 100-річчя від дня народження В. І. Леніна»
- медаль «За відзнаку в охороні державного кордону СРСР»
- медаль «За відвагу на пожежі»
- ювілейна медаль «Двадцять років Перемоги у Великій Вітчизняній війні 1941—1945 рр.»
- медаль «Ветеран Збройних Сил СРСР»
- медаль «За зміцнення бойової співдружності»
- ювілейна медаль «40 років Збройних Сил СРСР»
- ювілейна медаль «50 років Збройних Сил СРСР»
- ювілейна медаль «60 років Збройних Сил СРСР»
- ювілейна медаль «70 років Збройних Сил СРСР»
- медаль «За бездоганну службу» 1-го, 2-го, 3-го ступенів
- медаль «В пам'ять 850-річчя Москви» (Російська Федерація)
- орден «За заслуги перед Вітчизною» в золоті (Німецька Демократична Республіка)
- медаль «Братерство по зброї» в золоті (Німецька Демократична Республіка)